# Bartosz Kołaczkowski
Bartosz Kołaczkowski – polski prawnik, doktor habilitowany nauk prawnych, specjalizuje się w prawie administracyjnym, nauczyciel akademicki Uniwersytetu im. Adama Mickiewicza w Poznaniu.

## Życiorys
Studia prawnicze ukończył na Wydziale Prawa i Administracji UAM. Stopień doktorski uzyskał w 2002 na podstawie pracy pt. Drogi publiczne w Rzeczypospolitej Polskiej jako obszary objęte szczególnym reżimem prawnym (promotorem był Zbigniew Janku). Habilitował się w 2015 na macierzystym wydziale na podstawie oceny dorobku naukowego i rozprawy pt. Kształtowanie się regulacji prawnych zgromadzeń w Polsce oraz w wybranych krajach o anglosaskiej tradycji prawnej. Pracuje jako adiunkt w Katedrze Prawa Administracyjnego i Nauk o Administracji na Wydziale Prawa i Administracji UAM.

## Wybrane publikacje
- Gospodarka finansowa samorządu terytorialnego  w Polsce (wraz z M. Ratajczak), wyd. 2010, ISBN 978-83-264-0240-1
- Pomoc społeczna. Wybrane instytucje pomocy rodzinie i dziecku (wraz z M. Ratajczak), wyd. 2013, ISBN 978-83-264-4511-8
- Stowarzyszenia akademickie i studenckie w systemie regulacji prawnej wolności zrzeszania się w latach 1918–2014. Aspekty historyczne i prawnoporównawcze, wyd. 2014, ISBN 978-83-938868-0-7
- Kształtowanie się regulacji prawnych zgromadzeń w Polsce oraz w wybranych krajach o anglosaskiej tradycji prawnej, wyd. 2014, ISBN 978-83-255-6357-8
- ponadto rozdziały w pracach zbiorowych i artykuły publikowane w czasopismach prawniczych, m.in. w "Ruchu Prawniczym, Ekonomicznym i Socjologicznym" oraz "Samorządzie Terytorialnym"[1]